# Solaris Urbino 18
Solaris Urbino 18 je kloubový nízkopodlažní autobus, který od roku 1999 vyrábí polská firma Solaris Bus & Coach.
Urbino 18 představuje nejkapacitnější autobus z modelové řady Solaris Urbino. Jedná se o třínápravový městský autobus, který se skládá ze dvou částí, jež jsou spojeny kloubem a přechodovým měchem. Vstup do vozu zajišťují čtvery dvoukřídlé dveře. Standardně je jako pohonná jednotka používán dieselový motor. V roce 2005 byl vyroben jediný prototyp, který je poháněn stlačeným zemním plynem. V roce 2006 byly představeny také první vozy s hybridním pohonem a se spalovacím motorem, který splňuje normu EEV, která platí v Evropě od října 2009. Oba poslední typy se dostaly také do sériové výroby. Od roku 2014 je vyráběna také elektrická verze Solaris Urbino 18 electric.
Největším provozovatelem vozů Urbino 18 je berlínský (téměř 260 kusů) a varšavský (465 vozidel) dopravní podnik. Solaris Urbino 18 jezdí také v mnoha dalších polských městech a byl exportován i do dalších zemí (např. Itálie, Švédsko nebo Lotyšsko). V Česku je kloubový Solaris v provozu v Olomouci (23 kusů; cena autobusu pořízeného v roce 2013 činila 6,6 milionů korun), Chomutově (3 kusy), Plzni (32 kusů), Ostravě (32 kusů, z toho 25 kusů CNG – 15 vozů III. generace a 10 vozů IV. generace), u dopravce Martin Uher z Mníšku pod Brdy (12 kusů, z toho 1 vyřazen), u Arrivy City Praha (4 kusy) a ČSAD Střední Čechy (21 vozů). Celkem 69 autobusů Urbino 18 bylo od roku 2014 dodáno do Brna (36 vozů 3. generace, 33 vozů 4. generace). V prosinci 2015 byly dodány tři vozy tohoto typu do Českých Budějovic. V roce 2019 pořídil Dopravný podnik Bratislava 6 ojetých vozů III. generace z Berlína a o rok později 12 nových vozů IV. generace, z toho jeden pouze pro účely autoškoly. V roce 2020 začaly autobusy Solaris Urbino 18 jezdit i v Liberci (celkem 10 vozů na CNG, k nimž se přidaly 3 ojeté dieselové vozy z Plzně), na podzim 2020 začala dodávka dalších 37 vozů na CNG do Ostravy. V květnu 2021 začala dodávka 9 dieselových vozů pro České Budějovice. Na Slovensku jsou v provozu v Bratislavě, v Košicích a v Prešově.

## Galerie

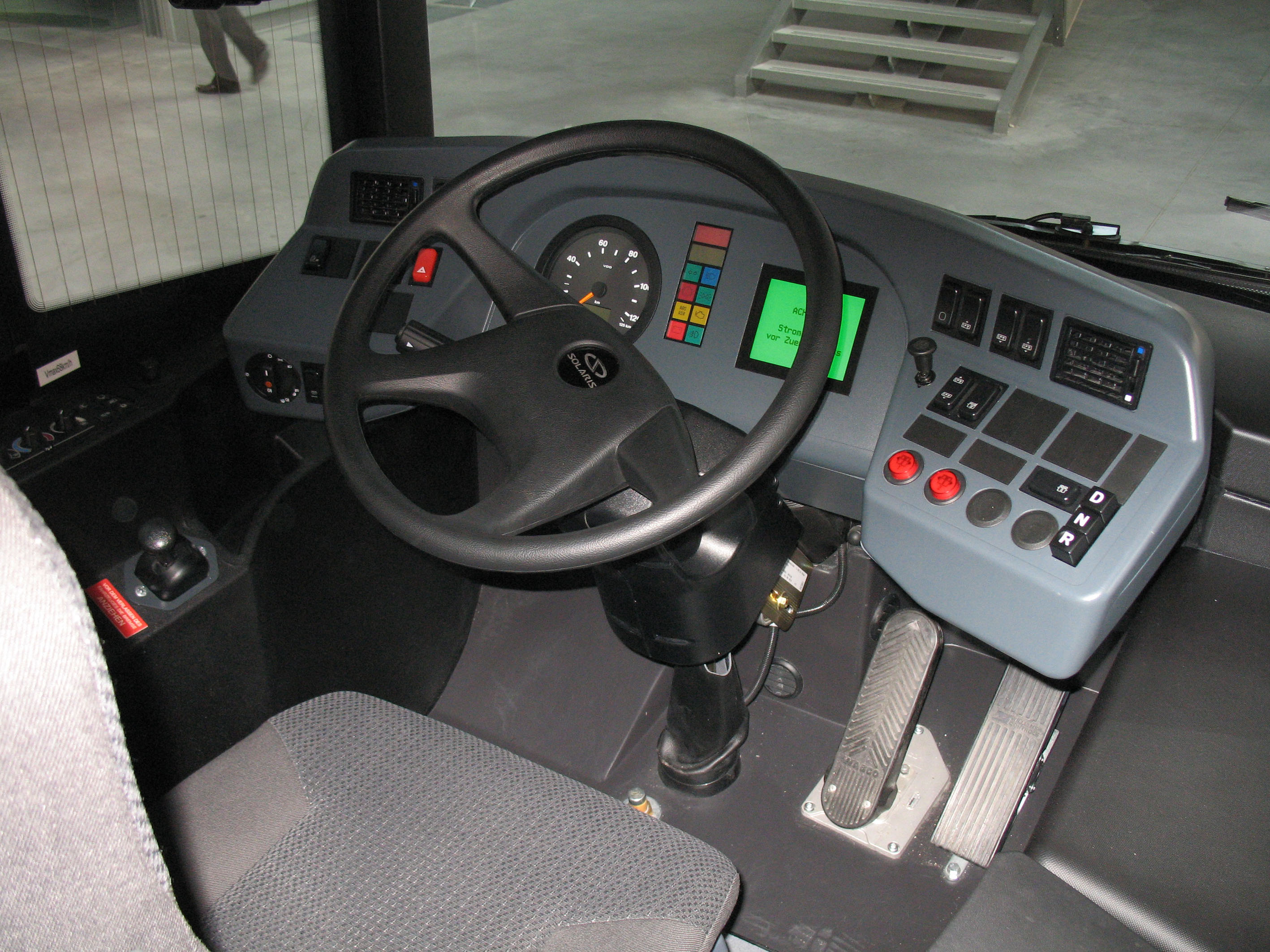
Palubní deska a sedadlo řidiče
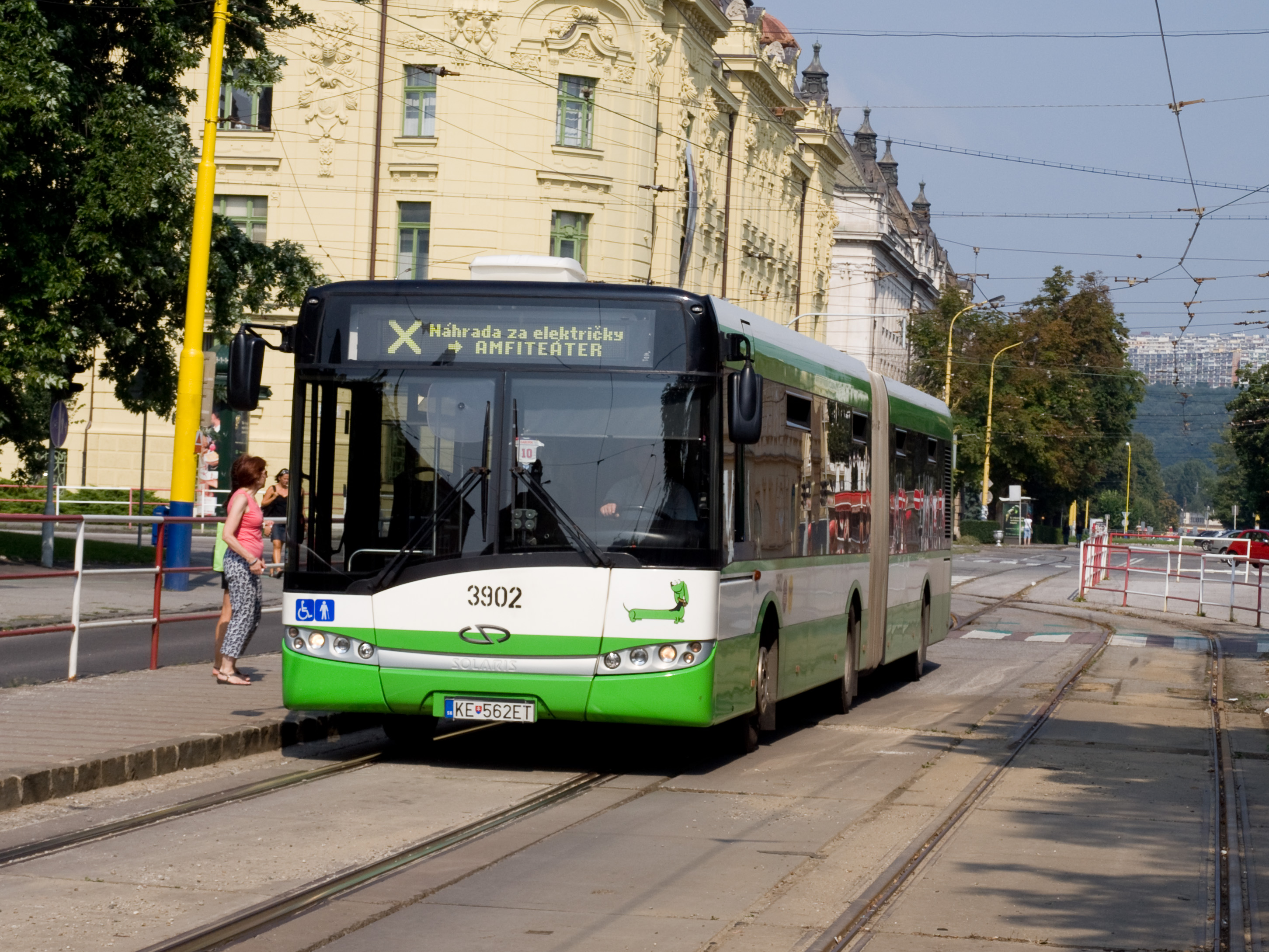
Autobus vypravený na NAD v Košicích
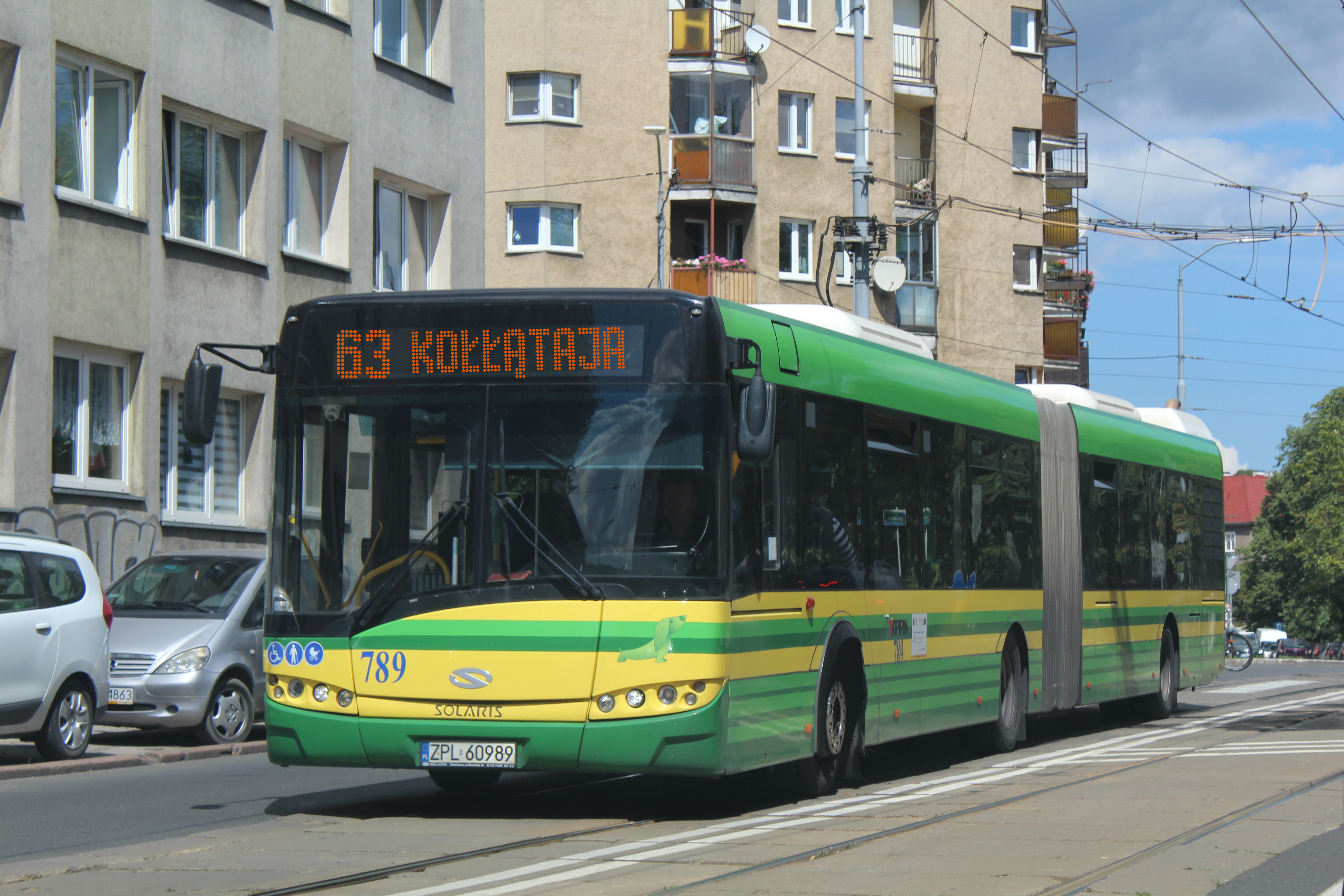
Solaris Urbino 18 ve Štětíně
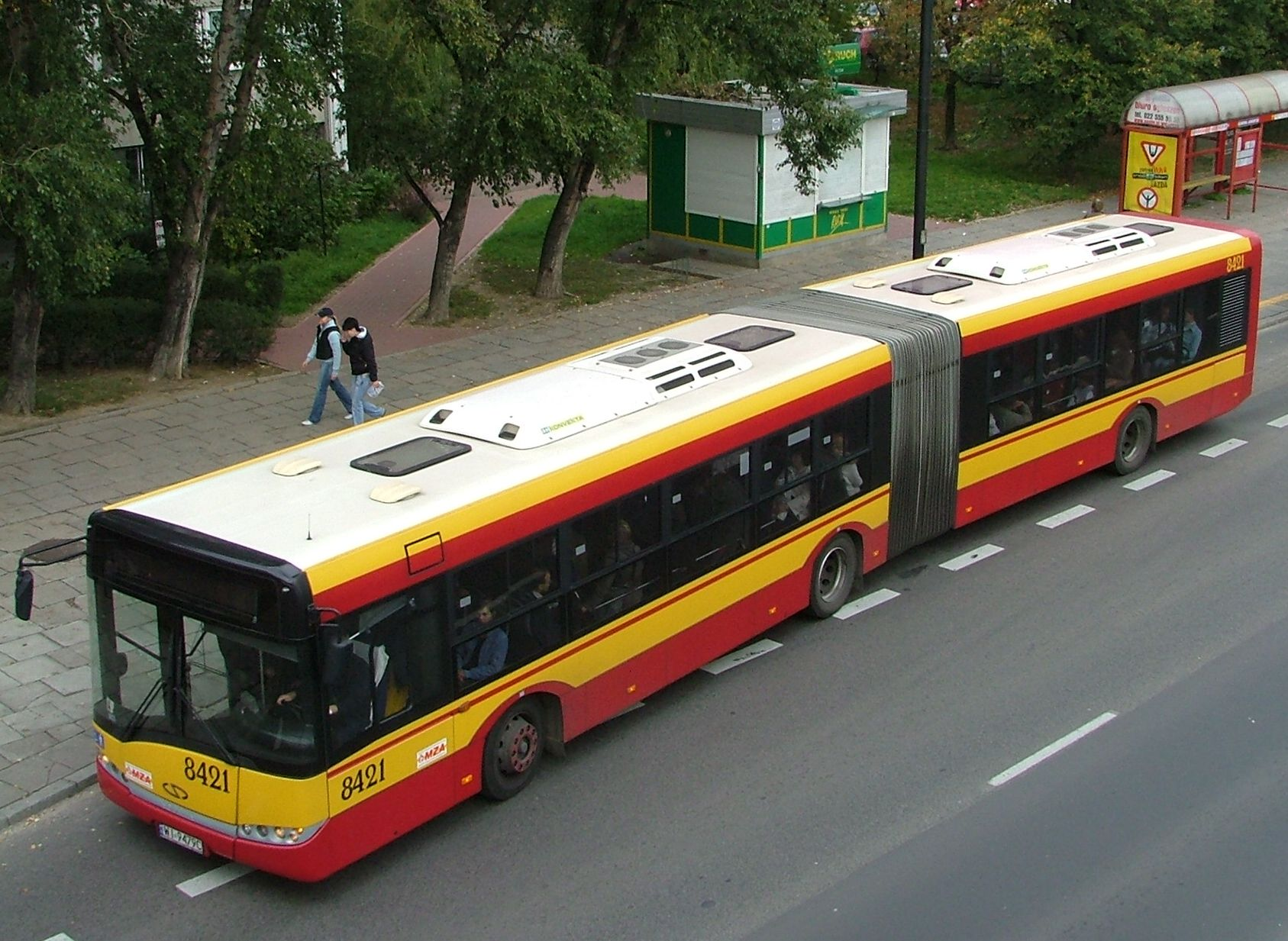
Vrchní pohled na vůz ve Varšavě
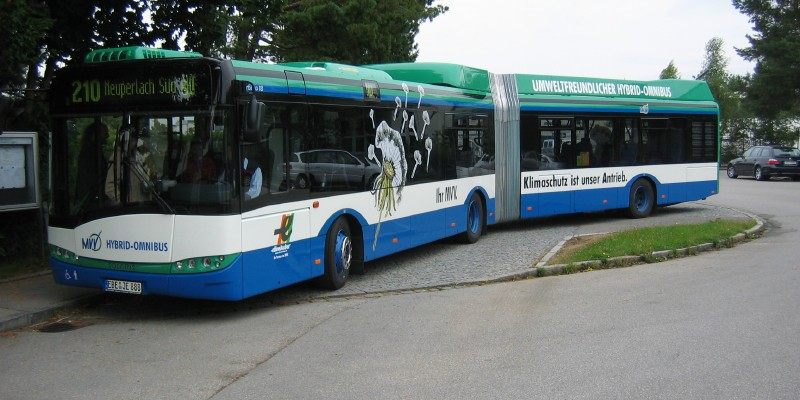
Hybridní verze autobusu v Ettenhuberu
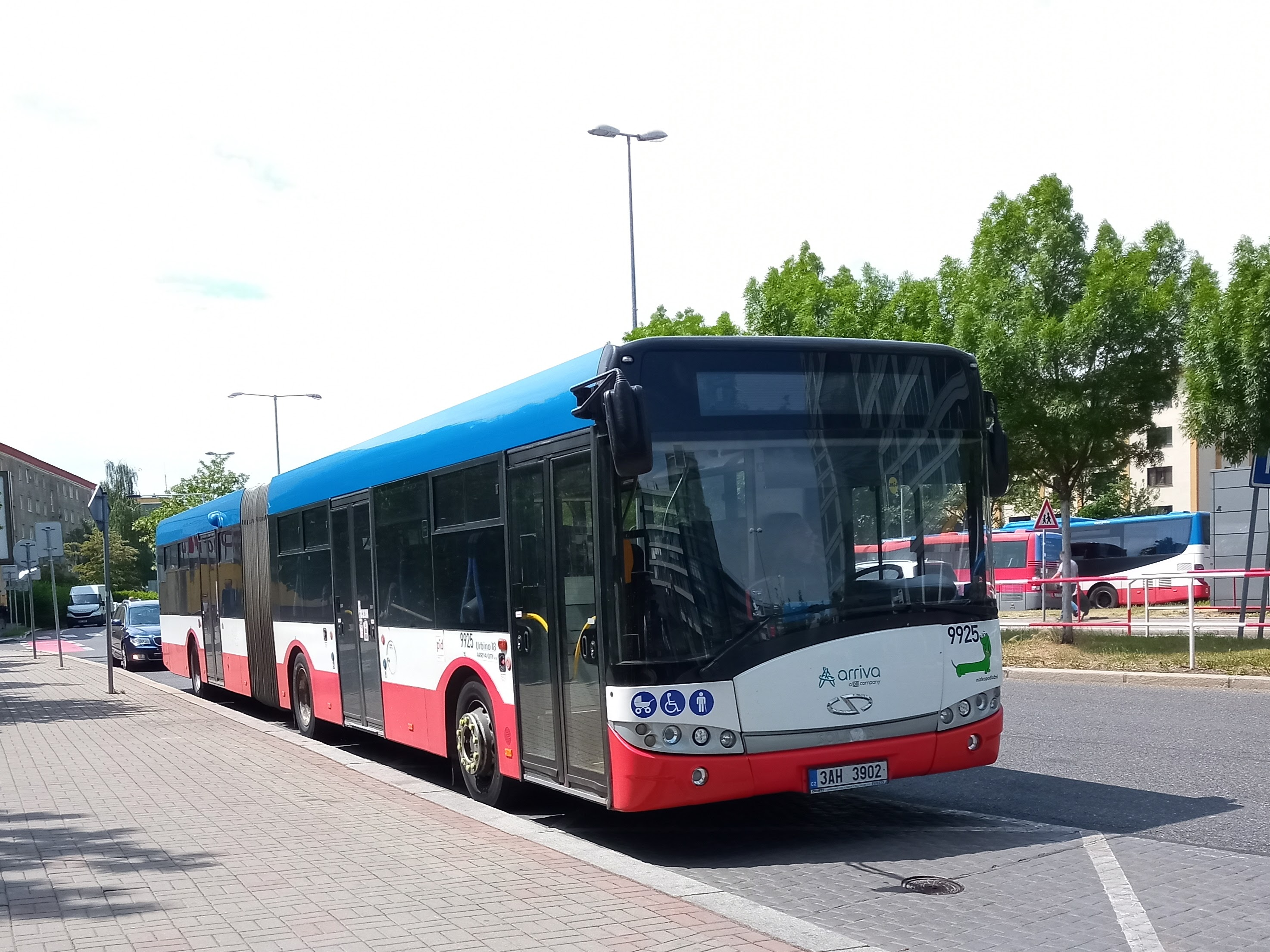
Třídveřová příměstská verze v Praze
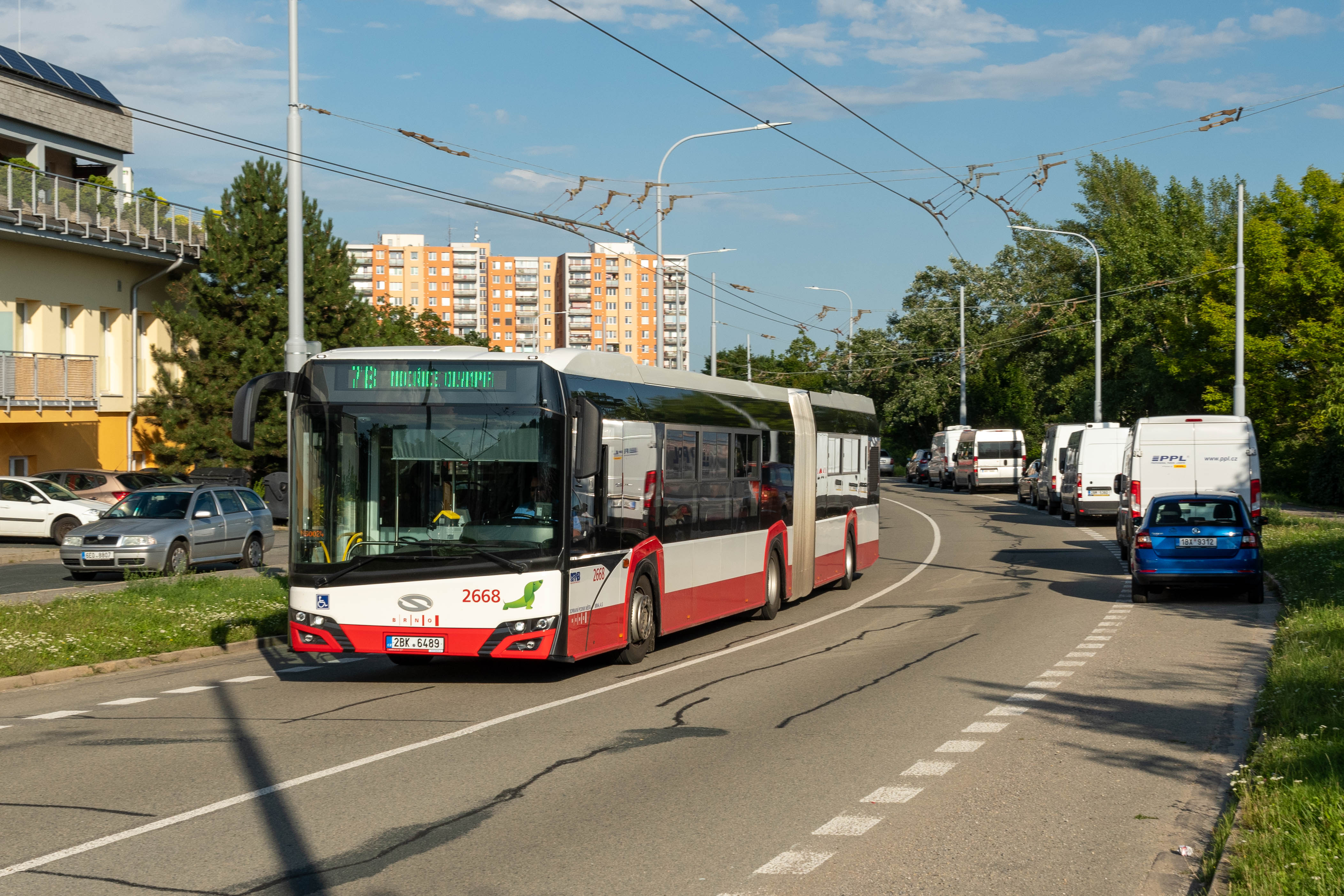
Solaris Urbino 18 IV. generace v Brně
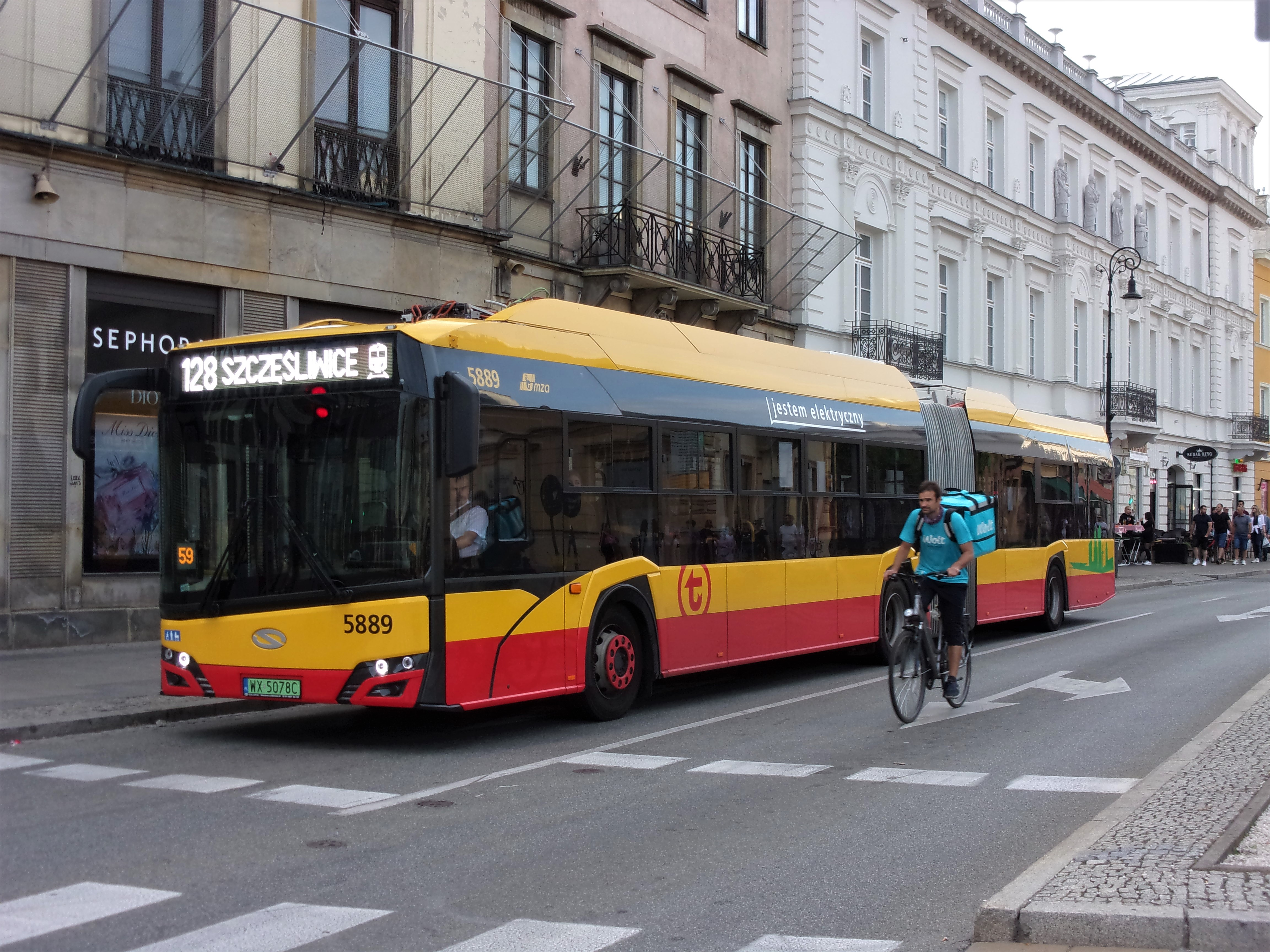
Solaris Urbino 18 IV electric ve Varšavě
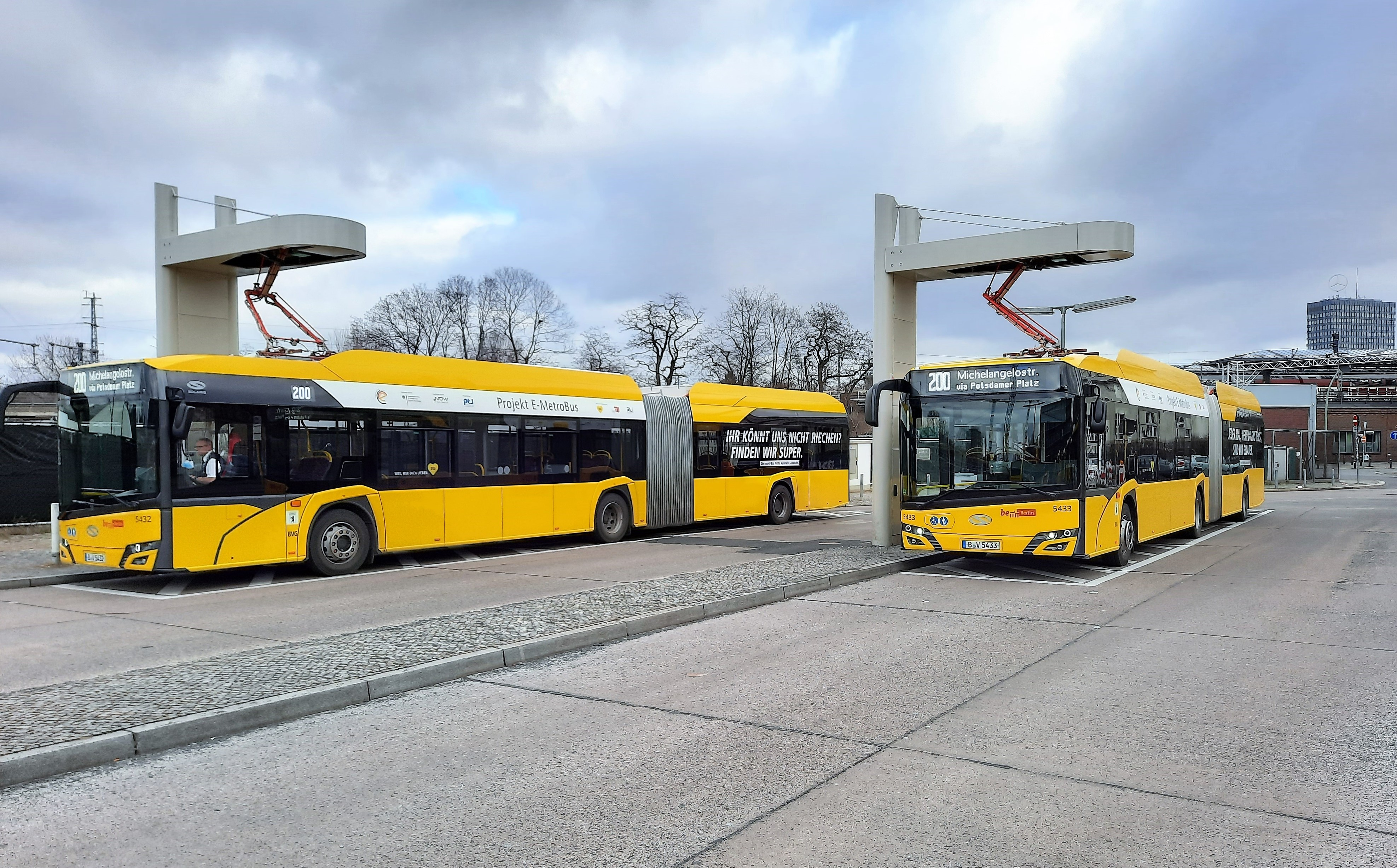
Solaris Urbino 18 IV electric
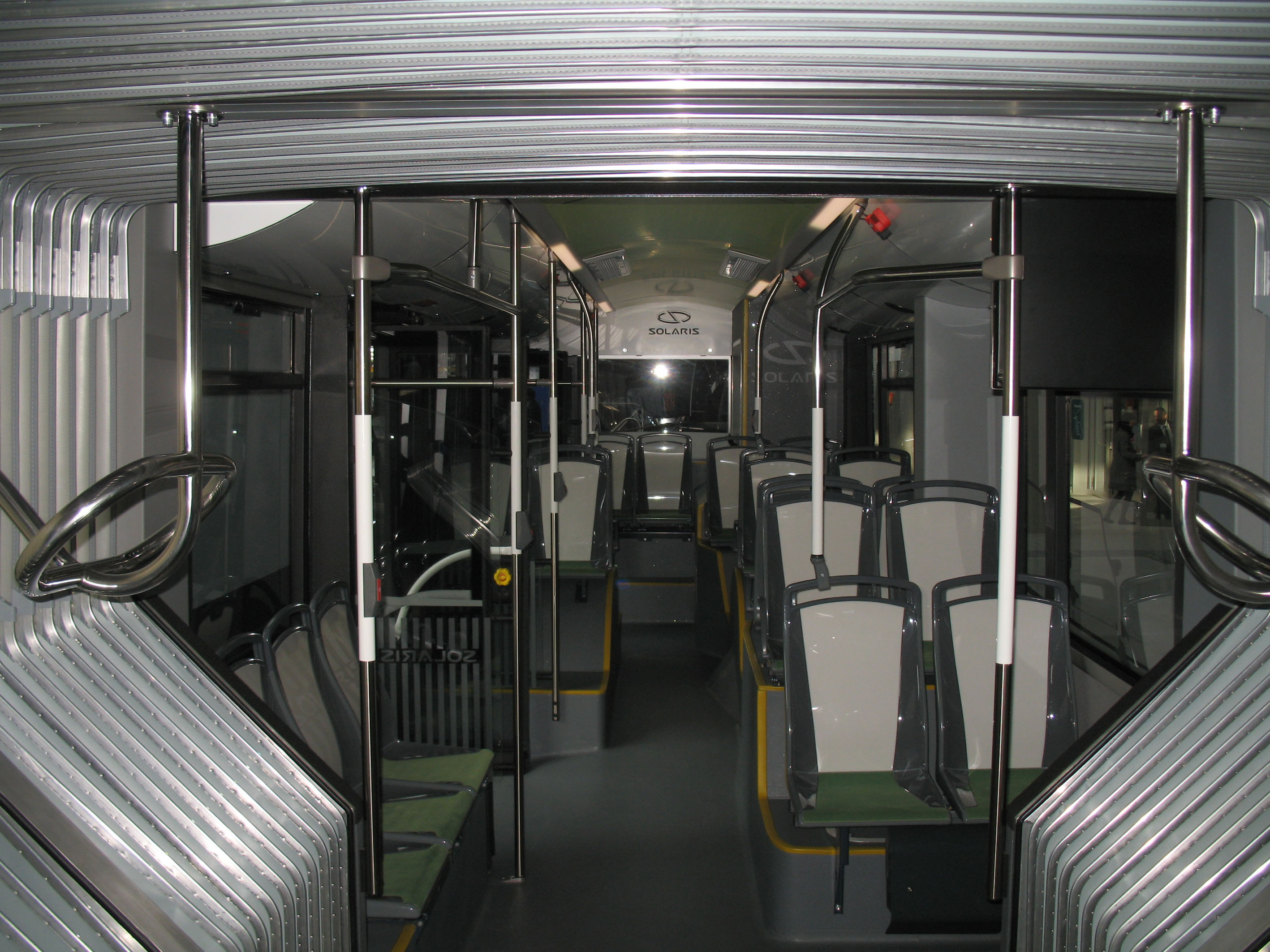
Interiér